# The Great Plain
Ne pas confondre avec le morceau The Great Plain de l'album Tubular Bells II de Mike Oldfield.
The Great Plain est une photographie de mode réalisée par Grace Coddington et prise par Ellen von Unwerth en Pennsylvanie. L'image est publiée dans le numéro d'août 1993 du Vogue américain.

## Historique

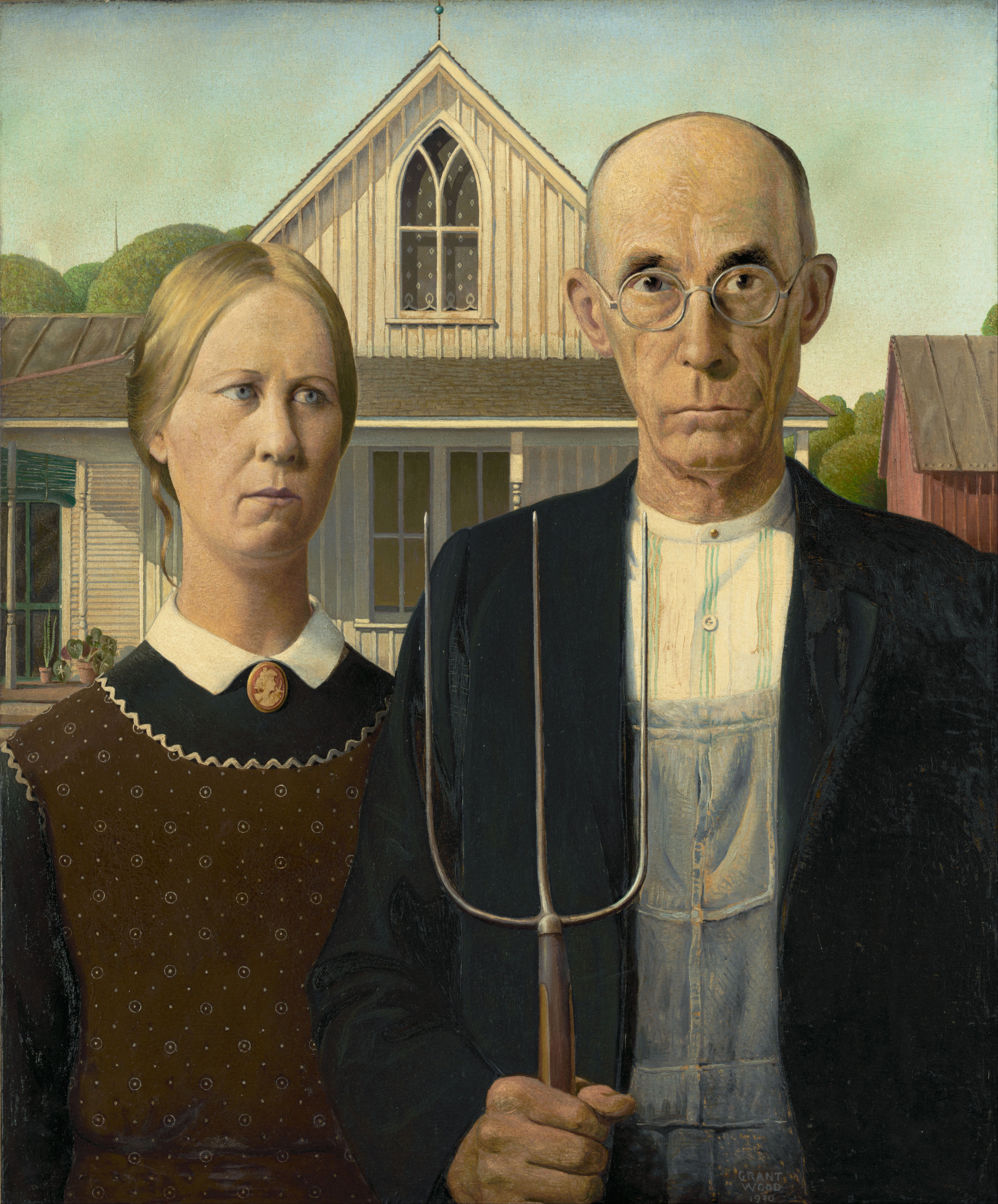
American Gothic, l'oeuvre qui a inspiré la photo.

Cette image est composée d'un couple, dont Christy Turlington non maquillée qui porte une perruque au carré couleur paille. Elle est habillée en Jil Sander. Turlington représente à l'époque le physique idéal en mode avec ses longues jambes, un petit buste, une taille marquée mais pas trop fine, ses épaules carrées. Tous les vêtements semblent tomber des épaules justement, et les proportions de Turlington sont parfaites pour les créations linéaires et androgynes de Jil Sander, correspondant à une tendance  minimaliste de cette époque. Grace Coddington, directrice artistique du magazine de mode, précise que « nous avons choisi Ellen pour une séquence sur les Amish, idée venue pour plusieurs raisons. Au début des années 1990, la mode semblait se diviser en deux camps : l'opulent et l'austère. Pour photographier des couturiers dont les créations correspondaient au style austère — Helmut Lang, Jil Sander, Calvin Klein — rien n'égalait la communauté Amish traditionnelle. Nous avons même trouvé une famille amish qui nous a autorisé à « accessoiriser » sa ferme de Pennsylvanie. […] ils nous laissèrent utiliser ce dont nous avions besoin, y compris un attelage de mules et leur fils, encore assez jeune pour être photographié, pour un cliché dans les champs. » Le refus du superflu domine l'image, aussi bien pour l'homme habillé d'une sobre veste A.P.C. que pour Christy Turlington avec le triste manteau noir et la robe-chemise au col épuré.
La composition de l'image, bien que librement inspirée, fait clairement référence à l’œuvre American Gothic de Grant Wood,.